# Cicirra decemmaculata
Cicirra decemmaculata is een spinnensoort in de taxonomische indeling van de Desidae.
Het dier behoort tot het geslacht Cicirra. De wetenschappelijke naam van de soort werd voor het eerst geldig gepubliceerd in 1886 door Eugène Simon.